# Dawn King
Dawn King (* 1978 in Stroud, Gloucestershire) ist eine britische Dramatikerin.

## Leben
Nach ihrem Studium „Writing for Performance“ an der Goldsmiths, University of London wurde Dawn King Mitglied des Soho Theatre und im Young Writer's Programme des Royal Court Theatre Eine regelmäßige Zusammenarbeit verbindet sie mit BBC Radio.
Internationale Bekanntheit erlangte sie mit ihrem Stück Foxfinder.
Dawn King lebt in London.

## Werke (Auswahl)

### Theater
- The Squatter’s Handbook
- Foxfinder
- Ciphers
- Brave New World
- The Trials

### Kurzfilm
- The Kármán Line

## Auszeichnungen (Auswahl)
- 2005 UK Film Council's 25 Words or Less pitching competition für The Squatter’s Handbook[4]
- 2011 Papatango New Writing Competition für „Foxfinder“[5]
- 2012 „Most Promising Playwright“ beim Off-West End Awards[2]
- 2013 Royal National Theatre Foundation Playwright Award für Foxfinder[6]
- 2014 Best Short beim British Independent Film Award für The Kármán Line